# Pokémon Adventures
Pokémon Adventures (w Japonii wydawana jako Pocket Monsters SPECIAL (jap. ポケットモンスター SPECIAL Poketto Monsutā SPECIAL)) – manga autorstwa Hidenoriego Kusaki powstała na podstawie gier Pokémon. Pierwsze dziewięć tomów zostało ilustrowane przez Mato, a kolejne (do obecnych) przez Satoshi Yamamoto. W Polsce Japonica Polonica Fantastica wydała pierwszy tom podzielony na cztery zeszyty.

## Serie mangi
Obecnie jest 14 serii mangi, które pokrywają się z tytułami kolejnych gier serii Pokemon. Niektóre wracają do znanych już bohaterów:
- Seria Red/Green/Blue – opowiada o przygodach Reda, który chciał zostać mistrzem Ligi Pokemon, osiąga swój cel, wygrywając ze swoim rywalem Blue(jap.Green), który zostaje wicemistrzem. Trzecia jest Green(jap.Blue), razem walczą z zespołem Rocket, który tworzy genetycznego Pokemona Mewtwo
- Seria Yellow – dzieje się rok po wydarzeniach z pierwszej serii, Red nie wraca z wyzwania, które otrzymał, do profesora Oaka zgłasza się dziewczynka Yellow z Pikachu Reda. Postanawia ona odnaleźć zaginionego mistrza Ligi.
- Seria Gold/Silver/Crystal – wydarzenia dzieją się dwa lata po serii Yellow, Gold jest fanem audycji radiowych Mary, postanawia zdobyć jej autograf i spotkać przy tym sławnego profesora Oaka, którego nazywa „dziadziusiem Oakiem” przypadkiem wpada na Silvera, którego posądza o kradzież swojego plecaka. Później pojawia się Crystal – dziewczyna, która ma pomóc w kompletowaniu Pokedexa. Wszyscy razem z Redem i Greenem z poprzedniej serii walczą z Zamaskowanym Mężczyzną, który w przeszłości porwał Blue i Silvera gdy byli jeszcze dziećmi.
- Seria Ruby/Sapphire – Ruby przeprowadza się do Hoenn gdzie chce wygrać wszystkie konkursy pokemon (Pokemon Contest), przez co wchodzi w konflikt z własnym ojcem, który jest liderem sali i nie rozumie zachwytu syna konkursami piękności. Ucieka z domu i spotyka Sapphire, córkę profesora Birtha, przyjaciela jego ojca. Wydarzenia opiewają wokół zakładu Ruby z Sapphire, walczą oni również z zespołami Magma i Aqua, jak i ratują świat przez zniszczeniem ze strony legendarnych Pokemonów Groudona i Kyogre
- Seria FireRed/LeafGreen – powrót do przygód Reda, Greena i Blue, wydarzenia mają miejsce na wyspie Sevii, Blue(Green) przypływa by spotkać się z rodzicami, niestety dziwna psychiczna siła sprawiła, że jej rodzice zniknęli na jej oczach. Red i Green(Blue) widząc jej zdruzgotanie postanawiają pomóc rozwiązać zagadkę tajemniczej psychicznej siły
- Seria Emerald – opowiada o chłopcu imieniem Emerald, który chce wygrać wszystkie wieże w Battle Frontier, ale przede wszystkim ma za zadanie złapać Pokemona snów Jirachi. Pomagają mu Crystal a później także Ruby, Sapphire i pozostali posiadacze Pokedexów z poprzednich serii.
- Seria Diamond/Pearl – opowiada przygody Diamonda i Pearla, którzy przez nieporozumienie zostali pomyleni z ochroniarzami Panienki Berlitz, walczą z zespołem Galactic, który chce stworzyć „nowy idealny świat”.
- Seria Platinum – skupiona głównie na planie odnalezienia przez Panienkę Berlitz swoich prawdziwych ochroniarzy, którzy zostali przeniesieni do innego wymiaru. Pomagają jej w tym Diamond i Pearl.
- Seria HeartGold/SoulSilver – seria powraca do Golda i Silvera, którzy tym razem walczą z zespołem Rocket, który próbuje wykorzystać Pokemonowego Boga Arceusa to niecnych celów.
- Seria Black/White – opowiada do chłopaku imieniem Black, który marzy o wygraniu finałów Ligi Pokemon. Razem z przyjaciółmi Cherenem i Bianką rusza w podróż, gdzie walczy niejednokrotnie z zespołem Plasma, ostatecznej bitwie z królem Plasma N’em zostaje wciągnięty to kuli Reshirama.
- Seria Black2/White2 – seria jest kontynuacją „Black/White” Akcja dzieje się dwa lata po udaremnieniu planów teamu Plasma. Grupa została podzielona gdy opuścił ich dawny przywódca N. Nowy team Plasma postanawia wykorzystać swoją nową maszynę do ponownej próby przejęcia władzy nad światem. Jednak odłam starego zespołu ukradł im dane pozwalające zniwelować działanie tej maszyny i ukryli je z nieświadomą pomocą byłej członkini Whi-two, która została wysłana do szkoły trenerskiej. Spotyka tam Lack-two, tajnego agenta międzynarodowej policji który ma za zadanie schwytać pozostałych członków teamu Plasma. Domyśla się kim może naprawdę być Whi-two więc postanawia szpiegować dziewczynę aż dojdzie do pozostałych członków i skradzionych danych. Kiedy przykrywka obu wychodzi na jaw, mimo wszystko postanawiają sobie pomóc by ponownie pogrążyć planu swoich wrogów.
- Seria X/Y – seria opowiada o grupie przyjaciół. Jeden z nich – „X” – jest posiadaczem kamienia do megaewolucji z czego do końca nie zdaje sobie sprawy. Pewnego dnia ich rodzinne miasto zostaje zniszczone przez potyczkę legendarnych pokemonów. W tym czasie paczka przyjaciół zostaje zaatakowane przez tajemniczą organizację „team Flara” która poluje na nich by odebrać X-owi jego kamień. Bohaterowie są zmuszeni do ciągłej ucieczki aż podparci do ściany postanawiają zniweczyć plany swoich oprawców którzy chcą stworzyć nowy świat. Ostatecznie ich przywódcy zostają pokonani, ale sama organizacja była wspierana przez tak wielu zwykłych ludzi że nawet bohaterowie zastanawiają się czy warto było ratować ten świat.
- Seria OmegaRuby/Alpha Sapphire – seria opowiada o kontynuacji przygód bohaterów „Ruby/Sapphire” i „Emerald”. Na ziemie zmierza wielka asteroida, która jest w stanie zniszczyć planetę. Korporacja Devon postanawia działać, jednak na drodze staje im grupa trenerów i resztek teamów Magma i Aqua, przewodzonych przez Zianne które uważa działania korporacji za niewystarczające. Prezes Devon postanawia poprosić Rubiego, Sapphire i Emeralda o pomoc, z tym że Sapphire nic nie wie o zbliżającej się zagładzie.
- Seria Sun/Moon – Opowiada o przygodach Sun-a kuriera, który chce zdobyć 10 milionów ¥ (jenów) i Moon, początkującej lekarki. Dwójka Świeżo upieczonych przyjaciół przez pomysł profesora Kukui zostaje wplątana w misje uspokojenia strażników wysp Aloli, legendarnych pokemonów Tapu. Jednak wszystko komplikuje się gdy świat zostaje zaatakowany przez istoty z innego wymiaru „ultra bestie”. Bohaterowie są zmuszeni walczyć z przeciwnościami losu, by powstrzymać ludzi chcących wykorzystać ultra bestie.

## Główni bohaterowie serii

### Seria Red/Blue/Green/Yellow
- Red – Główny bohater tomów RBG. Jego marzeniem jest zostanie mistrzem Pokémon. Udaje mu się to osiągnąć pod koniec tomu 3.
- Blue ( Green) – Rywal Reda. Wnuk profesora Oaka.
- Green ( Blue) – Przebiegła i żwawa dziewczyna. Ukradła swojego pierwszego Pokémona – Squirtle’a – profesorowi Oakowi.

- Yellow – (należy do serii Yellow, która łączy się z RGB) dokładnie Amarillo del Bosque Verde (jap.:Yellow de Tokiwa Grove) dziewczynka przebrana za chłopca, wysłana przez Blue na misję odnalezienia Reda, który zaginął po jednej ze swoich walk jako mistrz ligi. Pomaga jej Pikachu Reda, który jako jedyny powrócił z pola walki

### Seria Gold/Silver/Crystal
- Gold – Główny bohater, dość porywczy chłopak, swojego pierwszego pokemona bierze od profesora Elma w celu walki ze złodziejaszkiem który wpadł do laboratorium.
- SIlver – ukradł Totodile’a z laboratorium Elma. Gold oskarżał go o kradzież swojego plecaka z pokemonami, po walce w laboratorium zostali z Goldem rywalami, ma powiązania z zespołem Rocket
- Crystal – pojawia się w tomach serii Crystal, specjalistka od łapania pokemonów, pomagała Elmowi skompletować Pokedex, później szukała legendarnego pokemona Suicune
- Pojawiają się tu również Red, Green, Blue i Yellow z poprzedniej serii

### Seria Ruby/Sapphire/Emerald
- Ruby – Chłopak o charakterze bardziej żeńskim, uwielbia wszystko co piękne, słodkie i błyszczące, przeprowadza się do Hoenn, chce wygrać wszystkie konkursy pokemon w Hoenn(Pokemon Contest), gdy spotkał Sapphire założył się z nią, że w 80 dni zdobędzie wstążki wszystkich rang, udaje mu się zdobyć ostatnią wstążkę w ostatnim dniu zakładu
- Sapphire – chłopczyca (jak to określał z początku Ruby), lubi przebywać w dziczy, fascynuje się walkami Pokemonów, założyła się w Rubym, że w przeciągu 80 dni zdobędzie wszystkie 8 odznak z regionu Hoenn, udaje jej się osiągnąć cel

- Emerald – pojawia się dopiero w serii Emerald, mały chłopiec posiadający różne wynalazki m.in. mechaniczne nogi i ręce, dzięki którym wydaje się większy niż jest naprawdę. Jego celem jest złapanie legendarnego Pokemona snów Jirachi, jak i wygranie Battle Frontier. Pomaga mu Crystal.
- W późniejszych tomach pojawiają się również Crystal, Gold, Silver, Red, Green, Blue i Yellow

### Seria Diamond/Pearl/Platinum
- Diamond – chce zostać najlepszym komikiem w Sinnoh razem z kolegą, chłopak który wszystko kojarzy z jedzeniem, co wykorzystuje w swoich skeczach odgrywanych z Pearlem, został przez przypadek pomylony z ochroniarzem Panienki podobnie jak Pearl
- Pearl – najlepszy kolega Dia(jak mówił na Diamonda) razem z nim chce zostać najlepszym komikiem w Sinnoh, jest stanowczy i posiada cechy przywódcy chociaż jest zbyt samolubny co w końcu pewnego razu mówi mu Dia, przez przypadek został wciągnięty w podróż z Panienką
- Platinum(nieoficjalnie po polsku Platina) – dokładnie Panienka Platinum Berlitz pochodzi z najbogatszej rodziny w Sinnoh, wyruszyła w podróż życia, w mieście Jubilife miała spotkać się ze swoimi ochroniarzami w podróży, niestety w wyniku wcześniejszego zamieszania myśli, że Diamond i Pearl to jej ochroniarze (mieli mieć czerwony i zielony szalik co się zgadzało z chłopcami) pomyłka wychodzi na jaw w połowie podróży, mimo złości postanawia kontynuować z nimi swoją podróż.

### Seria Black/White
- Black – porywczy chłopak, który od małego ma marzenie o wygraniu ligi pokemon, przez co często buja w obłokach, póki jego Munna nie „zje snów z jego głowy”, mimo to potrafi myśleć dedukcyjnie i często pomaga w rozwiązywaniu różnych problemów
- White – pracowniczka BW Company, podróżuje z Blackiem, który ma u niej dług za zniszczenie sprzętu, zajmuje się szukaniem Pokemonów do występów w telewizji, pomysłodawczyni musicalu dla Pokemonów (Pokemon Musical) w mieście Nimbasa, po konfrontacji z N’em uczy się walk pokemon.
- Cheren – najlepszy przyjaciel Blacka, razem z nim wyrusza w tym samym celu, zdobycia odznak i uczestnictwa w finałach Ligi Pokemon
- Bianca – przyjaciółka Blacka i Cherena razem z nimi wyrusza w podróż, podczas której dochodzi do wniosku, że chce zostać asystentką profesor Juniper

### Seria Black/White 2
- Whi-two – Była członkini teamu Plasma. Nieświadomie posiada dane które chcą zdobyć pozostali członkowie zespołu którzy postanowili kontynuować plany przejęcia Unovy, jak i międzynarodowa policja. Została wysłana przez mamę do szkoły trenerskiej gdzie stara się ukryć swoją przeszłość. Jednak kolega z klasy, Lack-two nie daje jej spokoju. Z czasem jednak Whi-two zastanawia się czy przypadkiem coś do niego nie czuje.
- Lack-two – Agent międzynarodej policji. Szpieguje uczennice szkoły trenerskiej w poszukiwaniu byłej członkini zespołu Plasma, która posiada pożądane informacje. Jedyną dziewczyną której jeszcze nie sprawdził jest Whi-two więc podrywa ją i spędza z nią wolny czas licząc że dowie się prawdy.
- pojawiają się też bohaterowie z serii Black and White.

### Seria X/Y
- X- w przeszłości był bardzo obiecującym trenerem, jednak był nenkany przez ludzi którzy chcieli wykorzystać sławę jego oraz jego towarzysza Kangaskana. Odciął się od świata oraz przyjaciół. Spędzał czas tylko w swoim pokoju. Jednak został zmuszony do ucieczki z przyjaciółmi kiedy został zaatakowany przez Team Flare. Wraz z trwaniem podróży otwiera się na świat i postanawia pokonać team Flare.
- Y- przyjaciółka X-a. Trenuje by zostać podniebną trenerką, co nie podoba się jej mamie, Mistrzyni wyścigów ryhornów. Ona jedyna przez cały czas próbuje przekonać X-a do normalnego życia poza pokojem. Kiedy muszą uciekać przed team Flarą zostaje przywódcą grupy przyjaciół i stara się ich bronić. Kiedy dowiaduje się, że jej wrogowie porwali jej mamę, postanawia przestać uciekać i walczyć z nimi.

### Seria Sun/Moon
- Sun – Kurier chwytający się każdej pracy w celu zarobienia 10 milionów jenów. Jednak z początku nie zdradza nikomu dlaczego tak zależy mu na tak dużej ilości pieniędzy. Jednak nie jest zainteresowany niczym co nie pozwoli mu zarobić. Kiedy Kahuni wysp potrzebują śmiałka który będzie w stanie zająć się sprawą rozwścieczonych Tapu Kukui proponuje młodemu kurierowi prace. Sun zgadza się i rozpoczyna swoje zadanie.
- Moon – przybyła do Aloli w celu znalezienia lekarstwa dla pokemona którego poważnie zraniła. W czasie poszukiwań zmierza do profesora Kukui i trafia na Sun-a, który jej pomaga. Postanawia podróżować z nim i pomagać mu w realizacji jego misji.